# Comostola ovifera
Comostola ovifera là một loài bướm đêm trong họ Geometridae.